# انور هادژیابدیچ
انور هادژیابدیچ (انگلیسی: Enver Hadžiabdić؛ زادهٔ ۶ نوامبر ۱۹۵۰) یک بازیکن فوتبال اهل بوسنی و هرزگوین است.